# Sahryń
Sahryń (ukr. Сагринь) – wieś w Polsce położona w województwie lubelskim, w powiecie hrubieszowskim, w gminie Werbkowice. Przez miejscowość przebiega droga wojewódzka DW850.
| SIMC    | Nazwa  | Rodzaj |
| ------- | ------ | ------ |
| 0905149 | Sahryń | osada  |

Wieś jest sołectwem w gminie Werbkowice.Według Narodowego Spisu Powszechnego (III 2011 r.) liczyła 400 mieszkańców i była siódmą co do wielkości miejscowością gminy.
Wieś jest siedzibą rzymskokatolickiej parafii Świętych Cyryla i Metodego.

## Historia
Pierwsze informacje o unickiej cerkwi w Sahryniu pochodzą z 1644, kolejną na jej miejscu – w 1780. W 1873 wzniesiono na jej miejscu nową świątynię murowaną. Dwa lata później, wskutek likwidacji unickiej diecezji chełmskiej, cerkiew sahryńska stała się świątynią prawosławną. Równocześnie z parafią unicką założono we wsi cmentarz, który działał następnie jako prawosławny i który pozostawał użytkowany do lat 50. XX wieku (wtedy katolicy wytyczyli w Sahryniu nowy cmentarz).

### XX wiek

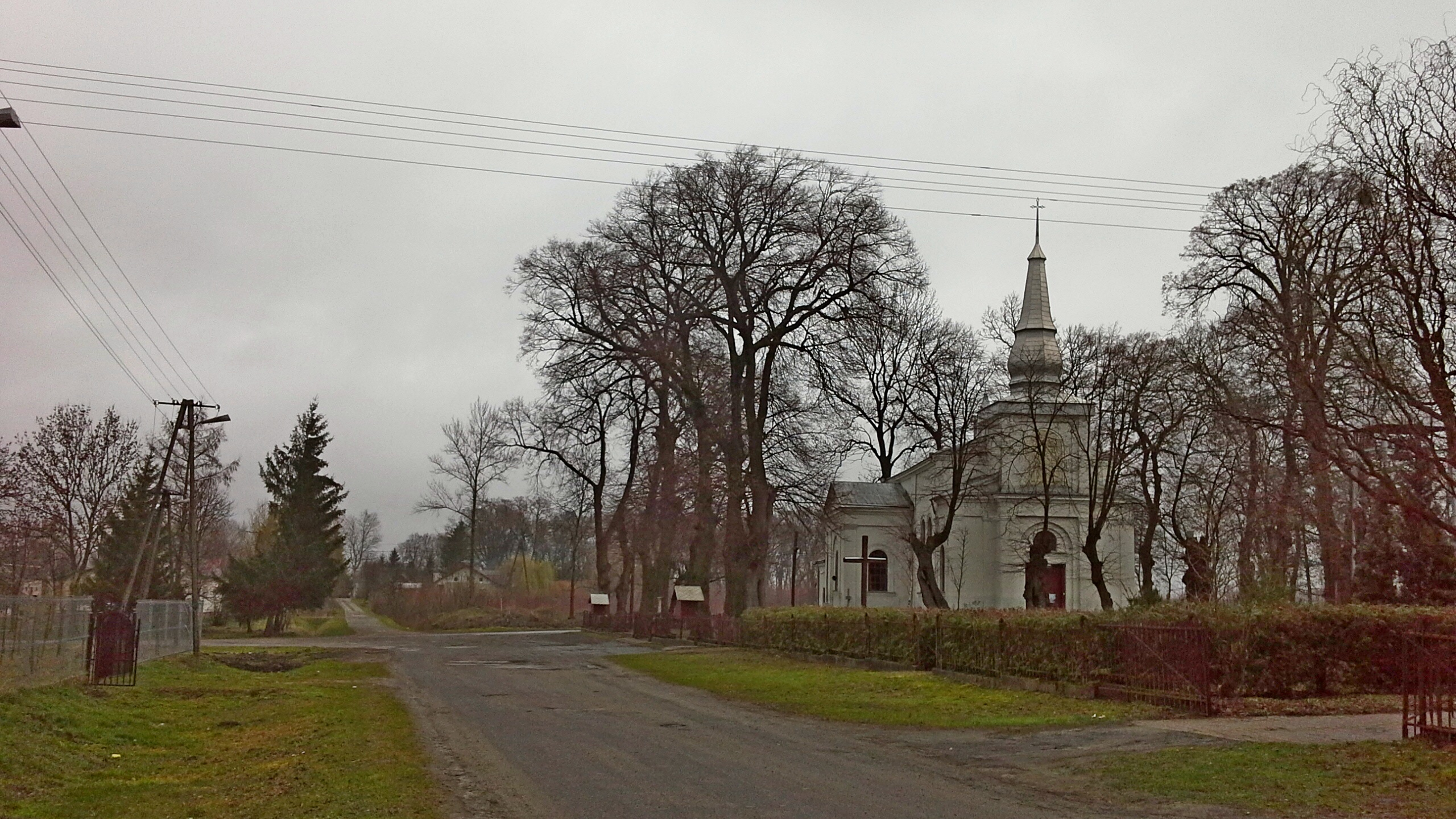
Kościół św. Cyryla i Metodego

Ludność prawosławna w 1915 została ewakuowana do Rosji. W 1919 do wsi powrócił prawosławny duchowny, a powracający mieszkańcy ubiegali się o zgodę odpowiedniego ministerstwa na rejestrację parafii, jednak w 1923 świątynia we wsi została zrewindykowana na rzecz Kościoła rzymskokatolickiego i ponownie poświęcona jako parafialny kościół. Spis powszechny z 1921 wykazał, iż w Sahryniu i na trzech sąsiadujących koloniach żyło 737 osób, w tym 419 wyznawców prawosławia.
W czasie II wojny światowej Sahryń był wsią z ludnością ukraińsko-polską, z przewagą ukraińską. Na temat wielkości wsi istnieją różne relacje – wskazuje się liczbę 260, 300, 325 domów. Zdecydowaną większość mieszkańców stanowili Ukraińcy wyznania prawosławnego (według Jurija Makara 80%). Polacy wyznania rzymskokatolickiego żyli we wsi do niemieckich wysiedleń w 1943. Po tej dacie w miejscowości spośród polskich mieszkańców zostali jedynie ci, którzy byli skoligaceni z Ukraińcami lub uzyskali od nich pomoc w ukryciu się przed wywózką.

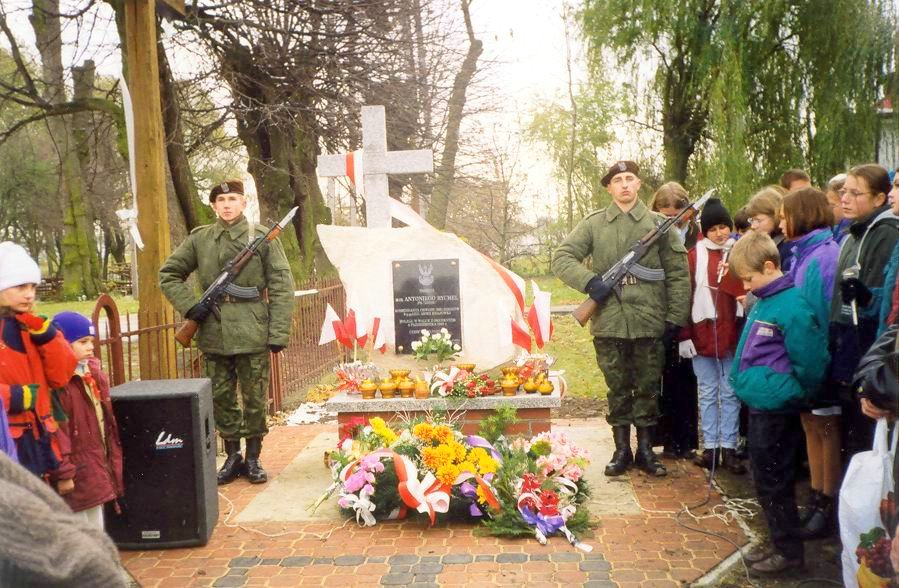
Odsłonięcie pomnika Antoniego Rychela w Sahryniu

We wsi znajdował się posterunek Ukraińskiej Policji Pomocniczej, w miejscowości działał również oddział Ukraińskiej Narodowej Samoobrony w sile kilkudziesięciu osób. Według Mariusza Zajączkowskiego, wbrew wielokrotnie powtarzanym twierdzeniom, wieś nie została ufortyfikowana. Pod koniec lutego w dowództwie AK zapadła decyzja o zorganizowaniu linii samoobrony przeciwukraińskiej i przygotowano partyzancką ofensywę przeciwko Ukraińcom. W dniu 10 marca 1944 roku wieś została zaatakowana przez polskie podziemie. Żołnierze AK rozbili posterunek ukraińskiej policji, szybko złamali opór ukraińskich oddziałów. Po rozbiciu posterunku oddział AK wszedł do wsi i spalił ją, zabijając cywilnych mieszkańców. W tym samym dniu, w ramach tego uderzenia w podobny sposób zniszczone zostały również ukraińskie wsie Szychowice i Łasków. Podawane są różne szacunki liczby ofiar.
Po wydarzeniach w Sahryniu Ukraińcy zabili 33-letnią siostrę Longinę Trudzińską ze Zgromadzenia Sióstr Służebniczek NMP NP wraz z siedmiorgiem dzieci w wieku od 10 do 12 lat z sierocińca w Turkowicach. 15 maja 1944 roku ośmiu chłopców razem z opiekunką wyruszyło po prowiant. W drodze powrotnej z Werbkowic zauważyli, że płonie kościół w Malicach. Podczas ratowania wyposażenia świątyni, zostali zatrzymani przez Ukraińców. Noc spędzili na przesłuchaniach w komisariacie w Sahryniu. Jednego chłopca (Ukraińca) wypuszczono, pozostali (6 Polaków i 1 Żyd) zostali wywiezieni do lasu i rozstrzelani. Dopiero w 1975 roku udało się odnaleźć miejsce ich pochówku i dokonano ekshumacji. Zamordowaną zakonnicę i dzieci upamiętnia tablica w kościele w Sahryniu i dzwon kościoła w Malicach oraz symboliczny krzyż w miejscu zbrodni.
W latach 1975–1998 miejscowość administracyjnie należała do województwa zamojskiego.
Na cmentarzu prawosławnym w Sahryniu znajduje się pomnik Ukraińców zamordowanych 10 marca 1944 przez polskie oddziały. 8 lipca 2018 prezydent Ukrainy Petro Poroszenko uczestniczył w tym miejscu w uroczystościach upamiętniających.